# Утемуратов, Тлеумурат
Тлеумурат Утемуратов (1925 год — 16 октября 2005 года) — участник Великой Отечественной войны, полный кавалер Ордена Славы (1982).

## Биография
Родился в 1925 году в ауле Тахтакупыр ныне Тахтакупырского района Каракалпакстана в крестьянской семье.
Получил неполное среднее образование, затем работал в колхозе. В 1943 году призван в РККА. 
22 июня 1944 года рядовой Утемуратов, будучи сапёром 136-го стрелкового полка 97-й стрелковой дивизии 5-й армии 3-го Белорусского фронта, при форсировании реки Суходровка Белорусской ССР принимал участие в строительстве штурмового и транспортного мостов для оперативной переброски живой силы и артиллерии на захваченный плацдарм. 28 июня 1944 года при форсировании реки Березина к юго-западу от Лепеля вместе с другими сапёрами соорудил 3 плота и переправил на них через водную преграду стрелков батальона. В ходе наступательных боев проделал 2 прохода и снял 78 мин, затем разминировал брод через реку, обезвредив еще 30 мин. 13 сентября 1944 года награждён орденом Славы 3 степени.
30 января 1945 года во время наступательных боёв у населенного пункта Кальештайн на территории Польши и в районе железнодорожной станции Шпортенен в 5 км к юго-западу от города Орнета из личного оружия уничтожил более 10 вражеских пехотинцев. 26 февраля 1945 года награждён орденом Славы 3 степени, Указом Президиума Верховного Совета СССР от 22 января 1982 года перенаграждён орденом Славы 1 степени, став полным кавалером Ордена Славы.
С 8 по 16 апреля 1945 года старший сержант Утемуратов с бойцами взвода во время разведывательных рейдов во вражеский тыл на Земландском полуострове захватил в плен несколько вражеских солдат и офицеров и лично уничтожил более 10 солдат противника. 26 апреля 1945 года награждён орденом Славы 2 степени.
После войны продолжал воинскую службу. В 1950 году уволен в запас в звании старшего сержанта, после демобилизации жил в Караузякском районе Каракалпакской АССР (в дальнейшем Республики Каракалпакстан).
Умер 16 октября 2005 года.

## Награды
- медаль «За отвагу» (6.8.1944)[4]
- орден Славы 3 степени (13.9.1944)[1]
- орден Славы 3 степени (26.2.1945)[2], перенаграждён орденом Славы 1 степени (22.1.1982)
- орден Славы 2 степени (26.4.1945)[3]
- орден Отечественной войны 1 степени (11.3.1985)[5]